# Takanori Oguiss
Takanori Oguiss (荻須 高徳, Ogisu Takanori, Tokyo, 30 novembre 1901 - Paris, 14 octobre 1986) est un peintre japonais figuratif qui a essentiellement travaillé en France. On lui doit de nombreuses vues de Paris, rues, places et boutiques.

## Biographie
Né à Inazawa, Japon, Takanori Oguiss, fils d'un propriétaire terrien de la région de Nagoya, après avoir étudié aux Beaux-Arts de Tokyo, arrive à Paris, à la façon de tout un groupe de peintres japonais, tel ses amis Foujita et Inokuma, ou Sadami Yokote, en 1927.
Takanori Oguiss s'établit dans le quartier de Montparnasse, fréquente les peintres de la Ruche, et est notamment impressionné par les tableaux de Maurice Utrillo. Dans les années 1930, il occupe un atelier au pied de la Butte Montmartre, rue Ordener, non loin de ses amis Inokuma et Fujita.
Après un retour au Japon, sur ordre du gouvernement français de Vichy (où il est, durant la Seconde Guerre mondiale désigné comme peintre des armées japonaises mais où il s'arrange pour ne servir que quelques semaines sur les deux ans et demi qu'il y passe; le reste du temps, il est à Inazawa, Nagoya, où il peint), Takanori Oguiss s'établit en 1948 définitivement en France, peignant dans des couleurs vives les vieux quartiers pittoresques, les boutiques anciennes, merceries ou papeteries, marchands de vins et liqueurs, bois et charbons, et les marchés aux fleurs. Il écrit et illustre en 1951 des Nouvelles de Paris, éditées chez Maïnichi. Il voyage également, à Amsterdam, Gand, Anvers ainsi qu'à Venise, composant des œuvres colorées aux cadrages insolites.
Sa dernière exposition de son vivant a lieu au musée de Saint-Denis en 1986. Il meurt la même année et est enterré au cimetière Montmartre (12e division). Un musée lui est consacré dans la ville japonaise d'Inazawa où son atelier de la cité Montmartre-aux-artistes a été reconstitué.